# The Resurrected
The Resurrected (también conocida como The Ancestor y Shatterbrain; en español, El resucitado)  es una película de terror estadounidense de 1991 dirigida por Dan O'Bannon y protagonizada por John Terry, Jane Sibbett, Chris Sarandon y Robert Romanus. Es una adaptación de la novela de H. P. Lovecraft El caso de Charles Dexter Ward. Originalmente pensada para un estreno en cines, la película se mostró en varios festivales de cine antes de estrenarse directamente en vídeo en 1992.

## Trama
Claire Ward contrata al detective privado John March para investigar las actividades cada vez más extrañas de su marido Charles Dexter Ward, un estimado ingeniero químico de Rhode Island. A través de una serie de conversaciones con John, Claire revela el reciente e inexplicable aislamiento de Charles en su garaje, su repentino descubrimiento de la historia de su familia y su visita a una granja ancestral abandonada cerca de Pawtuxet, donde encontró una pintura con el retrato de un hombre llamado Joseph Curwen, con quien tiene un asombroso parecido. Desde estos acontecimientos, Charles compró la casa de campo y se mudó allí, dejando a Claire sin dar explicaciones.
Al investigar, John descubre que se realizan numerosas entregas de carne de res a la granja y haciéndose pasar por un inspector de sanidad pregunta sobre ellas a Charles, quien se muestra evasivo; le explica que está realizando pruebas químicas de rutina utilizando cadáveres de animales. Poco después, un anciano es encontrado espantosamente asesinado en una casa vecina, quedando solo unos pocos restos de sus huesos en la casa. La policía asume que fue atacado y devorado por un animal, pero John es escéptico. Claire y John van a visitar a Charles juntos y lo encuentran pálido y hablando con un estilo arcaico. Intentan sacarle una explicación, pero él simplemente les dice que está "al borde de la grandeza" y que en seis semanas lo entenderán.
Claire acepta que internen a Charles en un hospital mental. Allí, los médicos descubren que su metabolismo es inexplicablemente alto, lo que provoca un hambre voraz, y atribuyen su cambio de comportamiento a problemas hormonales; sin embargo, no pueden explicar su ansia de sangre y carne cruda. Mientras tanto, John descubre en el garaje un diario de Ezra Ward, el quinto tatarabuelo de Charles, fechado en 1771. El diario explica cómo Ezra tuvo un romance con Eliza, la esposa de Joseph, quien había estado practicando nigromancia en unas catacumbas que construyó en su propiedad. Después de que una inundación penetrara en las catacumbas, los habitantes del pueblo descubrieron una criatura grotescamente malformada en el río, a la que quemaron viva. El diario termina con la redada de los habitantes del pueblo en la casa de Curwen y la admisión de Eliza a Ezra de que estaba embarazada del hijo de Joseph; Claire, John y el asistente de John, Lonnie, concluyen que el antepasado biológico de Charles era en realidad Joseph, no Ezra.
John y Lonnie deciden buscar esas catacumbas en la granja con Claire. Descubren la entrada en el sótano de la casa, y dentro de las catacumbas encuentran un laboratorio y horrendas criaturas medio desarrolladas en pozos; Claire también descubre el maletín de Charles. Intentan huir pero son atacados y Lonnie es asesinado por una de las criaturas. John deja una bomba en las catacumbas y él y Claire, herida, escapan con el maletín antes de que la casa detone. John lleva a Claire al hospital donde la sedan y el médico le informa que está embarazada.
John va a visitar a Charles a la institución psiquiátrica y lo confronta con el maletín, que descubre que está lleno de huesos humanos. Acusa a Charles de ser en realidad Joseph Curwen, de 250 años, quien encontró con éxito una forma de conquistar la muerte a través de sus experimentos nigrománticos. Joseph admite su identidad y confiesa que los huesos de la maleta son los de Charles, a quien Joseph mató después de que Charles lo resucitara de entre los muertos. Explica su plan para recuperar su salud y eventualmente ser dado de alta del hospital, después de lo cual podrá hacerse pasar por Charles. Joseph intenta canibalizar a John, pero este vierte la poción restauradora del laboratorio sobre los huesos de Charles. El esqueleto de Charles se reanima y comienza a arrancarle la carne a Joseph, antes de que ambos desaparezcan en una explosión cósmica.

## Reparto
- John Terry como John March
- Jane Sibbett como Claire Ward
- Chris Sarandon como Charles Dexter Ward / Joseph Curwen
- Robert Romanus como Lonnie Peck
- Charles K. Pitts como Ezra Ward
- Megan Leitch como Eliza
- Lauren Briscoe como Holly Tender

## Producción
El director O'Bannon y el guionista Brent V. Friedman habían desarrollado la obra de Lovecraft de forma independiente uno del otro. La versión del guion de Friedman se tituló Shatterbrain. Aunque Friedman recibe el crédito exclusivo por la escritura, O'Bannon incorporó algunas de sus propias ideas al proyecto. El título original de O'Bannon para la película era The Ancestor, que luego se cambió a The Resurrected después de ser reeditada y alterada por el estudio para su estreno en cines. La película fue el primer proyecto de O'Bannon como director después de El regreso de los muertos vivientes de 1985.

## Estreno
El resucitado se proyectó en 1991 en la Sección Oficial del Festival de Cine de Sitges en España. La película se estrenó brevemente en cines el 1 de junio de 1991.  Luego fue lanzada directamente en video el 15 de abril de 1992 por Live Home Video en los Estados Unidos. Posteriormente se lanzó en DVD a nivel internacional a través de Metro-Goldwyn-Mayer en 2003, y en los Estados Unidos a través de Lionsgate en 2005.

## Recepción
En su libro Lurker in the Lobby: A Guide to the Cinema of HP Lovecraft, Andrew Migliore y John Strysik escriben: "El resucitado es la mejor adaptación cinematográfica seria de Lovecraft hasta la fecha, con un reparto sólido, un guion decente, una dirección inventiva y excelentes efectos especiales que hacen justicia a uno de los cuentos más oscuros [de Lovecraft]".